# Ramirás
Ramirás (spanisch Ramiranes) ist eine spanische Gemeinde (Concello) mit 1.508 Einwohnern (Stand: 2024) in der Provinz Ourense der Autonomen Gemeinschaft Galicien.

## Geografie
Ramirás liegt nahe der Grenze zu Portugal und ca. 25 Kilometer südwestlich der Provinzhauptstadt Ourense am Río Arnóia in einer durchschnittlichen Höhe von ca. 320 m.

## Bevölkerungsentwicklung der Gemeinde
Legende: Ramiranes___Ramirás

Quelle: INE-Archiv – grafische Aufarbeitung für Wikipedia

## Gemeindegliederung
Die Gemeinde Ramirás ist in zehn Parroquias gegliedert:
| Parroquias               | Patrozinium  | Einwohner 2024 | Fläche km² | Dichte Einw./km² | Höhe msnm | Ortskennzahl |
| ------------------------ | ------------ | -------------- | ---------- | ---------------- | --------- | ------------ |
| Casardeita               | Santiago     | 95             | 3,30       | 29               | 487       | 32068010000  |
| Escudeiros               | San Xoán     | 43             | 3,39       | 13               | 459       | 32068020000  |
| Freás de Eiras           | Santa María  | 192            | 4,49       | 43               | 318       | 32068030000  |
| Grixó                    | Santa Isabel | 85             | 3,75       | 23               | 387       | 32068040000  |
| Mosteiro                 | San Pedro    | 81             | 1,31       | 62               | 451       | 32068050000  |
| Paizás                   | San Salvador | 240            | 6,26       | 38               | 481       | 32068060000  |
| Penosiños                | San Salvador | 249            | 5,71       | 44               | 0         | 32068080000  |
| Rubiás                   | Santiago     | 96             | 3,78       | 25               | 497       | 32068090000  |
| Santo André de Penosiños | Santo André  | 314            | 2,98       | 105              | 0         | 32068070000  |
| Vilameá de Ramirás       | Santa María  | 126            | 5,69       | 22               | 370       | 32068100000  |

## Wirtschaft
| Ackerbau, Viehzucht und Fischerei                                                  | 08  | 02,05  |
| Industrie                                                                          | 051 | 013,04 |
| Bauwirtschaft                                                                      | 056 | 014,32 |
| Dienstleistungsbetriebe                                                            | 276 | 070,59 |
| Total                                                                              | 391 | 100,00 |
| * Daten aus dem Statistischen Amt für Wirtschaftliche Entwicklung in Galicien, IGE |     |        |

## Sehenswürdigkeiten
- Jakobuskirche in Casardeita
- Johanniskirche in Escudeiros
- Isabellenkirche in Grixó
- Salvatorkirche in Paizás
- Salvatorkirche in Penosiños
- Andreaskirche in Penosiños
- Jakobuskirche in Rubiás
- Peterskirche in Ramirás
- Marienkirche in Vilameá de Ramirás

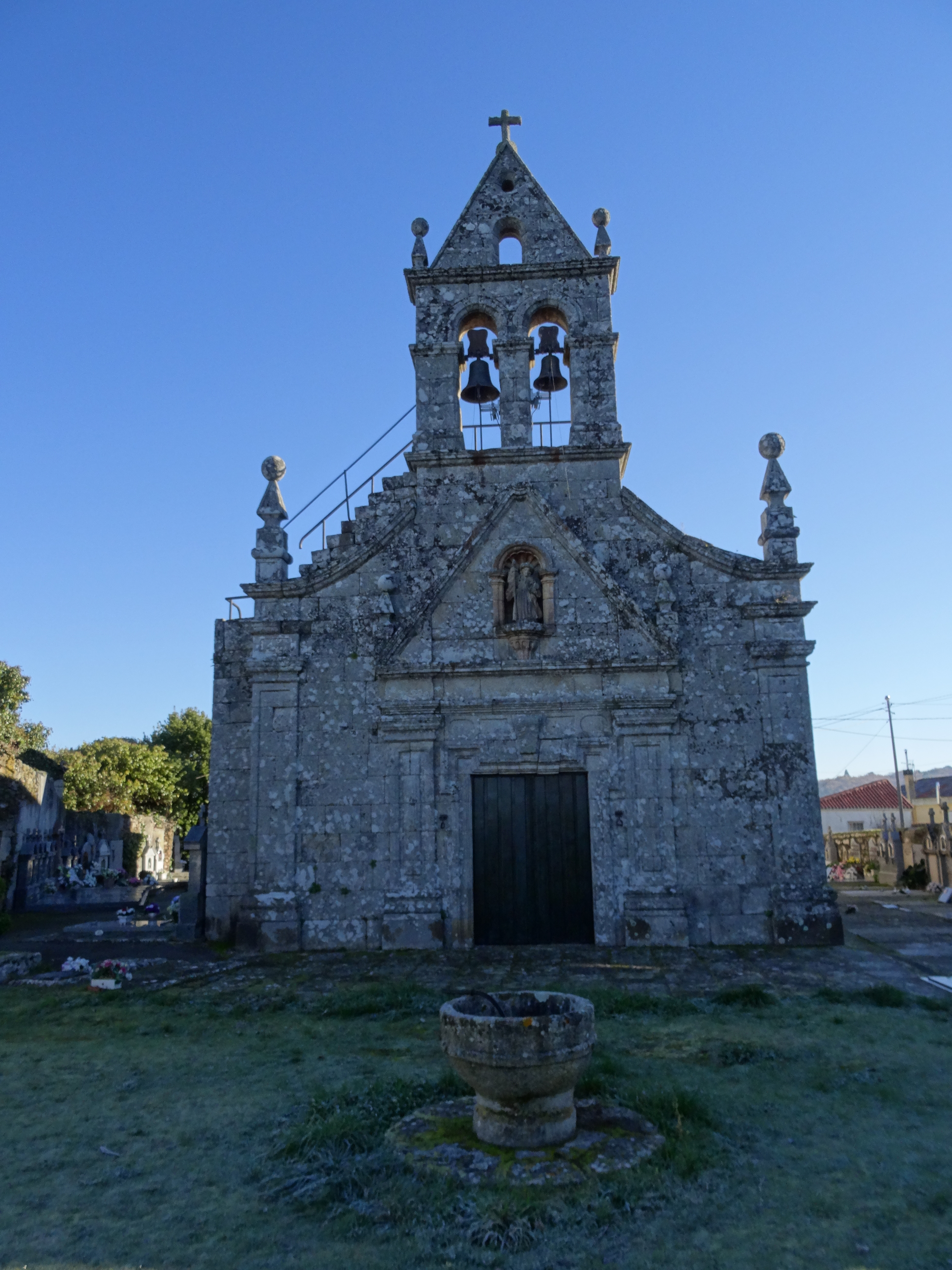
Jakobuskirche in Casardeita
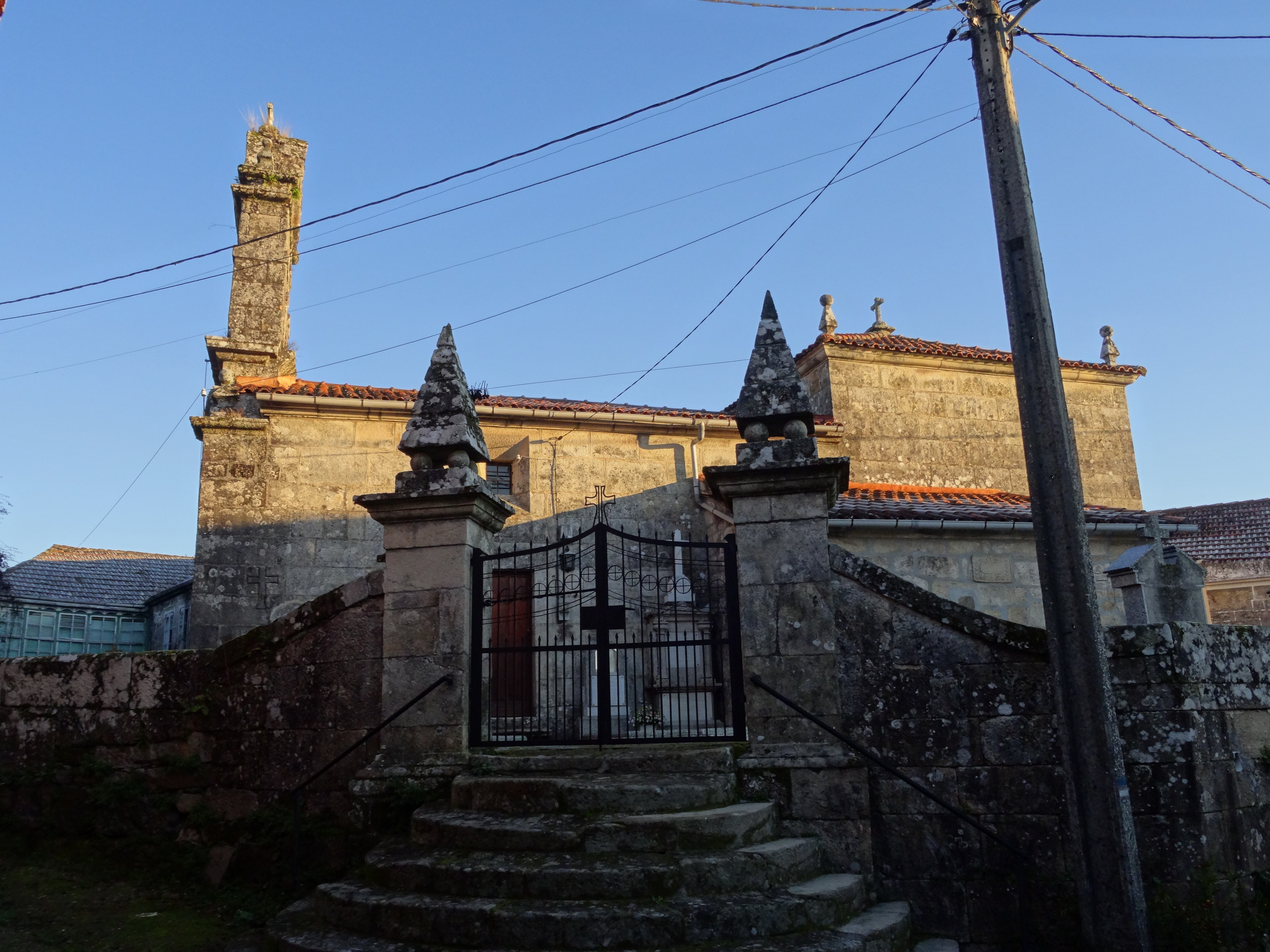
Johanniskirche in Escudeiros
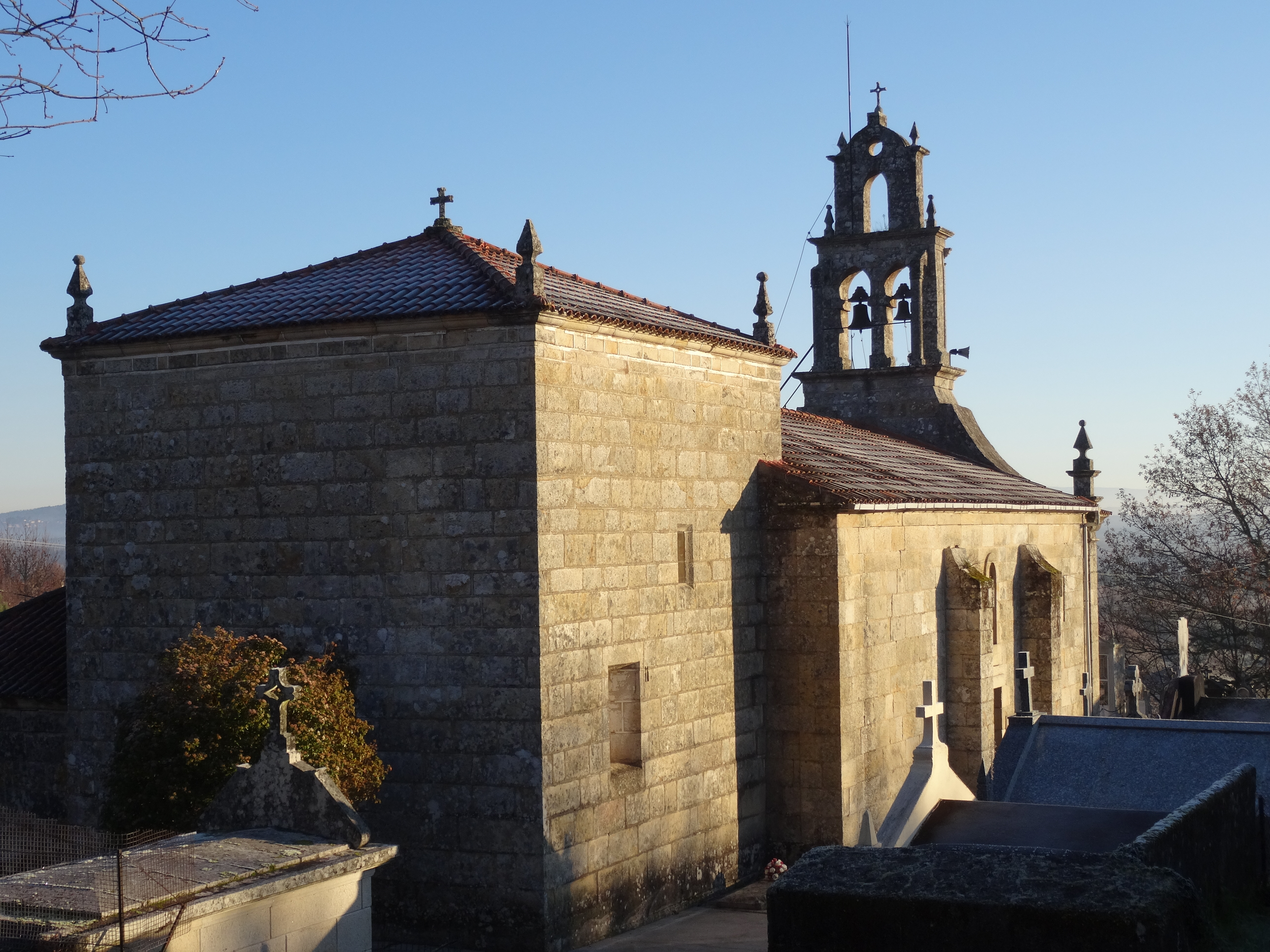
Isabellenkirche
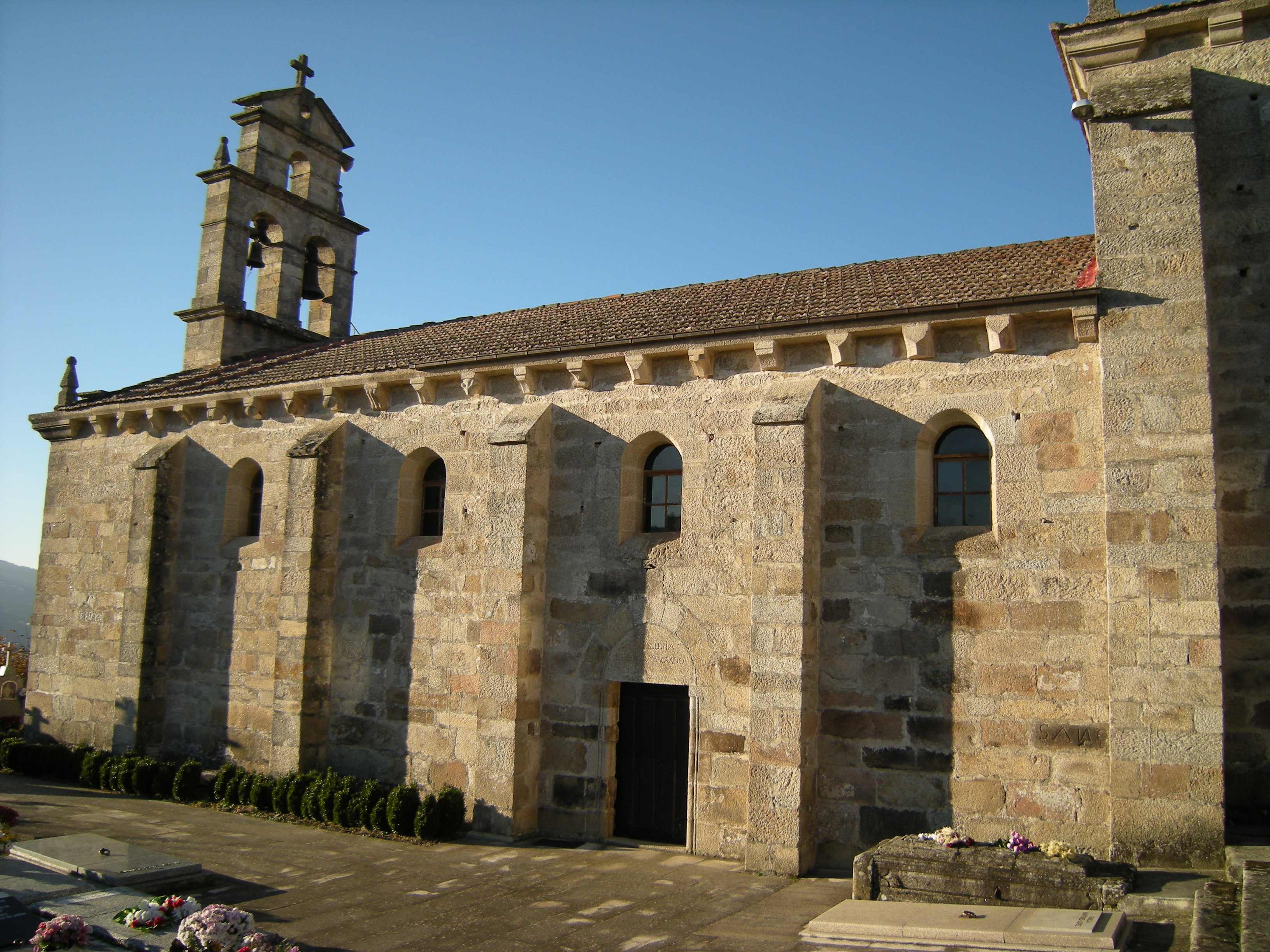
Salvatorkirche in Paizas
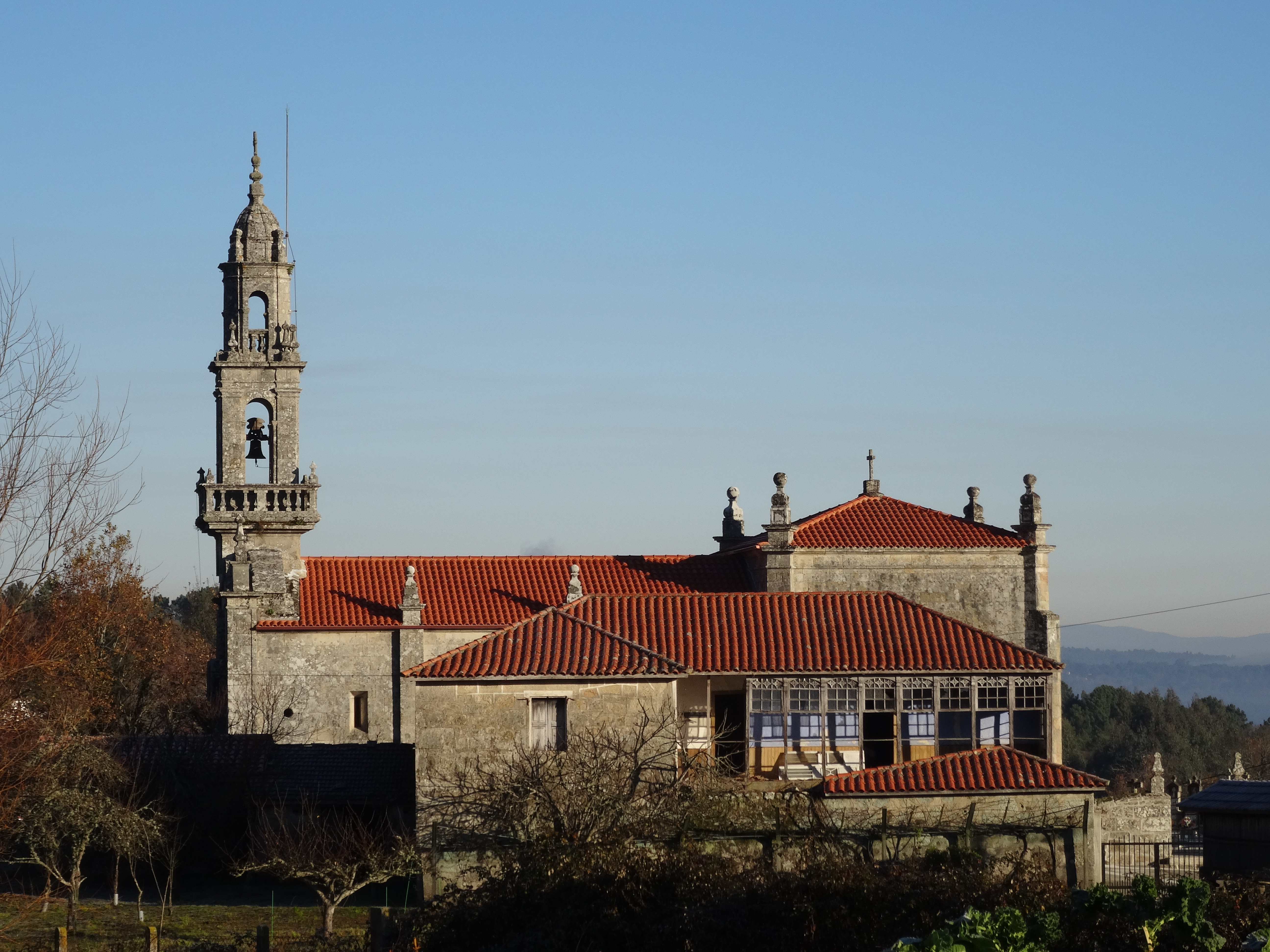
Salvatorkirche in Penosiños
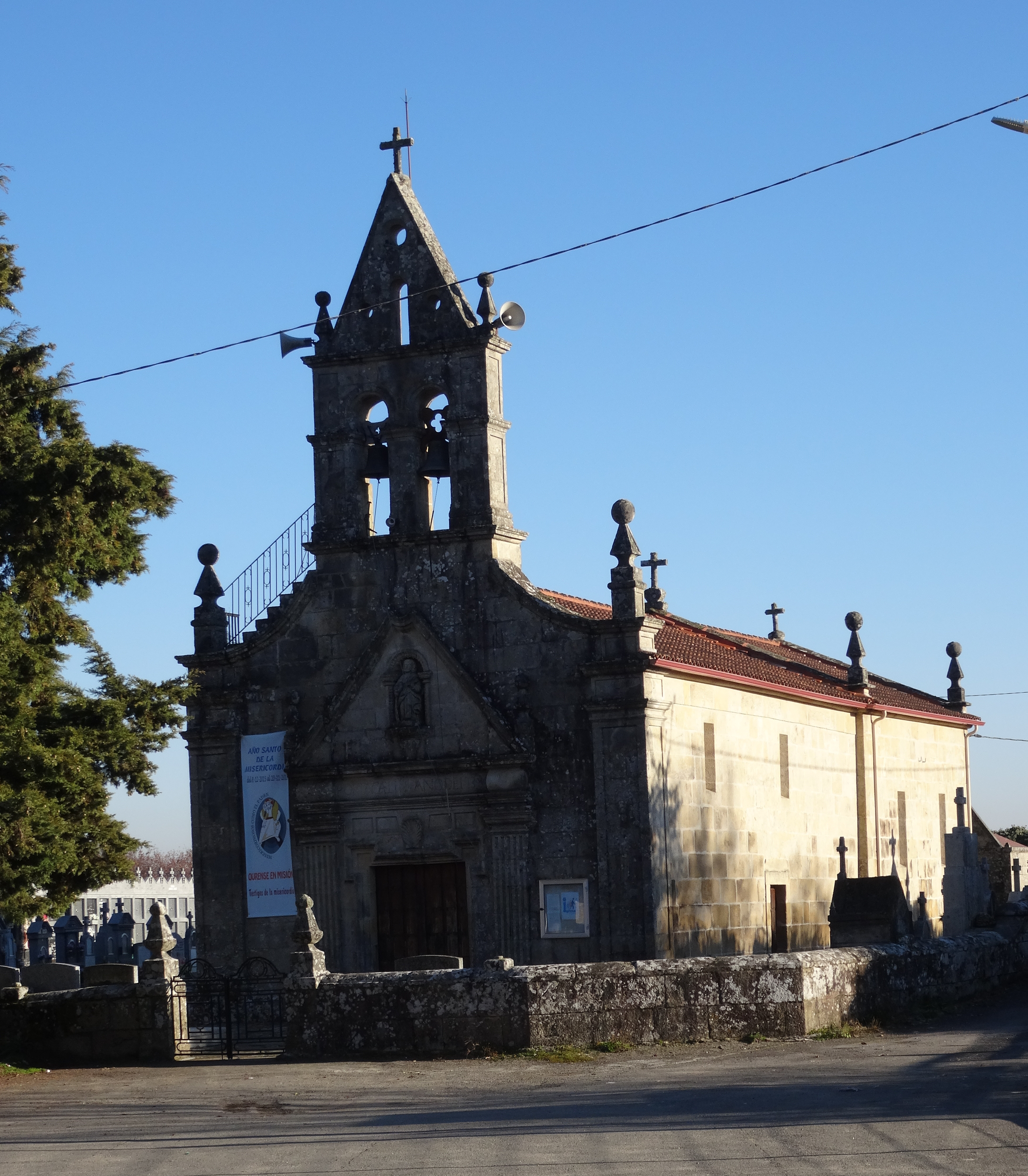
Andreaskirche
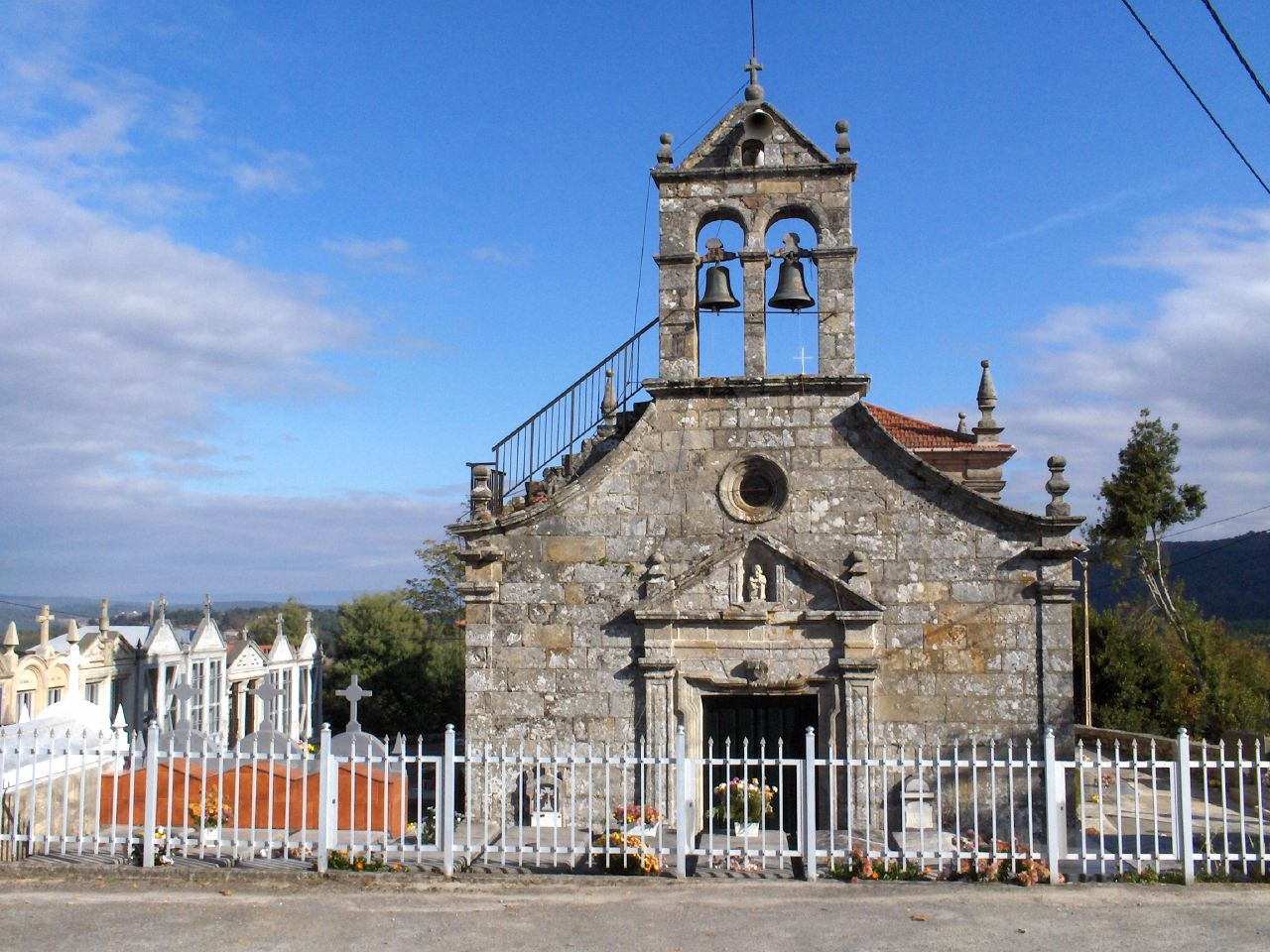
Jakobuskirche in Rubiás
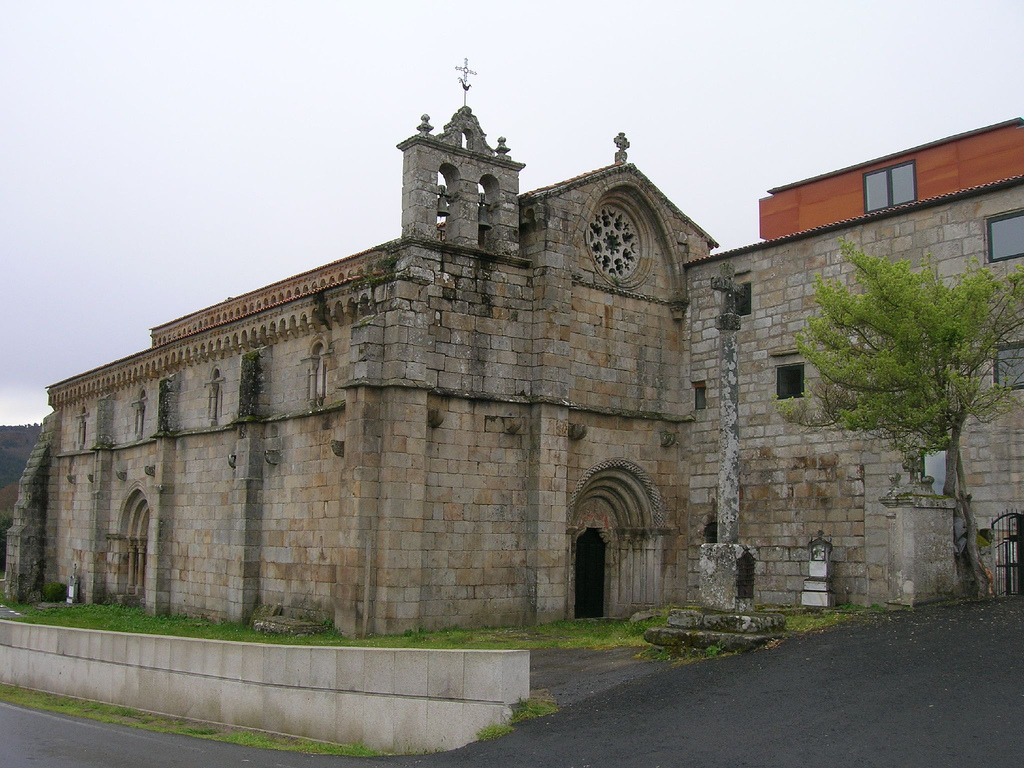
Peterskirche
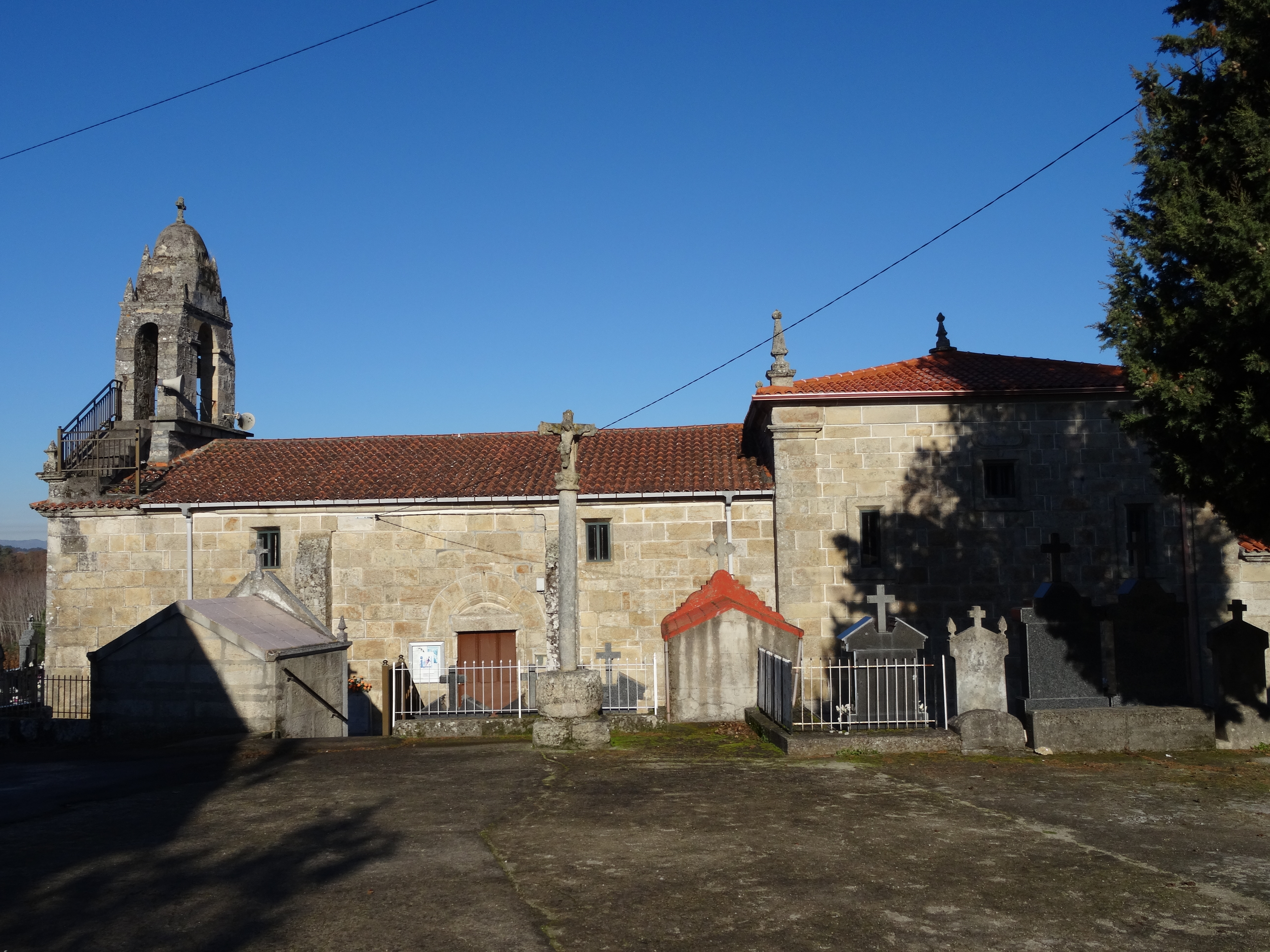
Marienkirche

## Persönlichkeiten
- Marina Baura (* 1941), Schauspielerin und TV-Persönlichkeit